# Serrat de la Palla
La Serrat de la Palla és una serra situada al municipi de Gósol a la comarca del Berguedà, amb una elevació màxima de 1.671 metres.